# Albrecht Kirchhoff

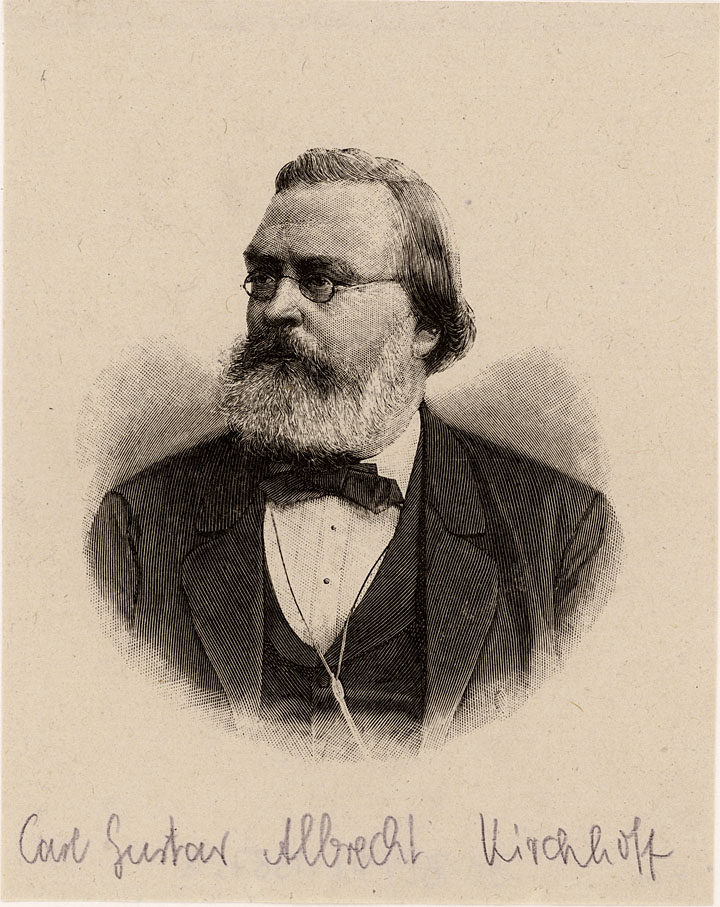
Porträt Albrecht Kirchhoff, 1897

Albrecht Kirchhoff (* 30. Januar 1827 in Berlin; † 20. August 1902 in Leipzig) war ein deutscher Buchhändler und Bibliothekar.

## Leben

Provenienz-Nachweis: Aus der Albrecht Kirchhoff’schen Schenkung 1875, Bibliothek des Börsenvereins der Deutschen Buchhändler zu Leipzig

Albrecht Kirchhoff war der zweite Sohn des Historien- und Porträtmalers Johann Jakob Kirchhoff und dessen Frau Wilhelmine geb. Reuter. Sein älterer Bruder war der Philologe Adolf Kirchhoff, sein jüngerer Bruder der Buchhändler Otto Kirchhoff (1834–1910).
Kirchhoff absolvierte die Buchhändlerlehre beim Verlag Duncker & Humblot und trat 1848 in die J. C. Hinrich’sche Buchhandlung in Leipzig ein. Hier bearbeitete er als Bibliograf den Halbjahreskatalog und die wöchentlichen Verzeichnisse der Neuerscheinungen. Für seine Studie Die Handschriftenhändler des Mittelalters verlieh ihm die philosophische Fakultät der Universität Leipzig die Ehrendoktorwürde. 1856 gründete er mit Georg Wigand das Antiquariat Kirchhoff und Wigand, das er nach Wigands Tod 1858 allein fortführte. 1863 wurde der jüngere Bruder Otto sein Teilhaber. Bis zu seinem Tod gab Kirchhoff 1025 Antiquariatskataloge heraus.
1861 wurde Kirchhoff Vorsteher der Bibliothek des Börsenvereins der Deutschen Buchhändler und leitete ihren Ausbau zur Fachbibliothek durch wissenschaftlich-systematische Neuordnung des Bestandes ein.
In Vorbereitung der Geschichte des Deutschen Buchhandels veröffentlichte Kirchhoff 1878 bis 1898 das Archiv für Geschichte des Deutschen Buchhandels.
Ein Teil-Nachlass ist im Deutschen Buch- und Schriftmuseum in Leipzig zugänglich.

## Veröffentlichungen (Auswahl)
- Beiträge zur Geschichte des deutschen Buchhandels. Zwei Bände. Hinrichs, Leipzig 1851/1853 (Neudruck: Zeller, Osnabrück 1966).

- Die Handschriftenhändler des Mittelalters. 2. Aufl. Leipzig 1853 (Neudruck: Zeller, Osnabrück 1866).
- Geschichte der Reformirten Gemeinde in Leipzig von ihrer Begründung bis zur Sicherung ihres Bestandes 1700 - 1725. Kirchhoff & Wigand, Leipzig 1874 (Volltext).
- Die Entwickelung des Buchhandels in Leipzig bis in das zweite Jahrzehnt nach Einführung der Reformation. Eine geschichtliche Skizze. Leipzig 1888.